# 大阪電視放送
大阪電視放送（日语：大阪テレビ放送，おおさかテレビほうそう）是日本的一家已不存在的電視台，1956年12月1日開播，簡稱OTV，呼號JOBX-TV，頻道號碼是6頻道，總部設於大阪市，是西日本第一家民營電視台。1959年，大阪電視放送和朝日放送合併，成為朝日放送的電視部門。大阪電視放送是日本電視史上唯一和其他電視台合併的無線電視台。和東京地區的第一家民營電視台日本電視台相同，大阪電視放送在大阪市各地設置街頭電視以普及電視。

## 外部連結
- 「大阪テレビ放送」研究会 （页面存档备份，存于）